# Patrick Roux
Patrick Roux (* 29. April 1962 in Alès) ist ein ehemaliger französischer Judoka. Er war Europameister und Weltmeisterschaftsdritter 1987.

## Sportliche Karriere
Der 1,72 m große Patrick Roux trat meist im Superleichtgewicht an, der Gewichtsklasse bis 60 Kilogramm. Er belegte 1982 den zweiten Platz beim Tournoi de Paris. Bei den Europameisterschaften 1984 in Lüttich unterlag er im Halbfinale Chasret Tlezeri aus der Sowjetunion, mit einem Sieg über den Briten Neil Eckersley erkämpfte Roux eine Bronzemedaille. Ende 1984 gewann Roux eine Bronzemedaille bei den Studentenweltmeisterschaften. 1985 gewann er seinen ersten französischen Landesmeistertitel. Bei den Europameisterschaften 1985 in Hamar verlor er erneut im Halbfinale gegen Chasret Zlezeri. Im Kampf um Bronze besiegte er Pavel Petřikov aus der Tschechoslowakei. Einen Monat nach den Europameisterschaften gewann Roux eine Bronzemedaille bei den Militärweltmeisterschaften, seine einzige international Medaille im Halbleichtgewicht, der Gewichtsklasse bis 65 Kilogramm. 1986 siegte er, nun wieder im Superleichtgewicht startend, zum zweiten Mal bei den französischen Meisterschaften. Bei den Europameisterschaften 1986 in Belgrad verlor er zum dritten Mal in Folge gegen Tlezeri, diesmal allerdings bereits im Viertelfinale. Mit Siegen in der Hoffnungsrunde über Neil Eckersley, den Italiener Marino Cattedra und den Rumänen Gheorge Dani kämpfte sich Roux zur Bronzemedaille durch, der Dritten in Folge. Ende 1986 erreichte er das Finale bei den Studentenweltmeisterschaften und verlor gegen den Südkoreaner Kim Jae-yup.
1987 erreichte Roux zum zweiten Mal nach 1982 das Finale beim Tournoi de Paris und belegte wie 1982 den zweiten Platz. Ebenfalls in Paris fanden die Europameisterschaften 1987 statt. Im Finale traf Roux auf Chasret Tlezeri und gewann den Titel. Bei den Mittelmeerspielen in Latakia, Syrien, gewann Roux den Titel durch einen Finalsieg über den Türken Haldun Efemgil. Ende 1987 fanden in Essen die Weltmeisterschaften statt. Roux unterlag Kim Jae-yup bereits im Achtelfinale. In der Hoffnungsrunde bezwang er den Australier Gino Giampa, den Briten Neil Eckersley und Chatib Khachak aus der Sowjetunion und erhielt eine Bronzemedaille. Im Jahr darauf erreichte Roux als Titelverteidiger das Finale bei den Europameisterschaften 1988 und verlor gegen Amiran Totikaschwili aus der Sowjetunion. Bei den Olympischen Spielen 1988 in Seoul bezwang Roux im Viertelfinale den Ungarn József Csák. Im Halbfinale verlor er gegen Kim Jae-yup und im Kampf um Bronze unterlag er Amiran Totikaschwili, so dass Roux in der Schlussabrechnung den fünften Platz belegte.